# Alexandre de Bavière
 (février 2020).
Si vous disposez d'ouvrages ou d'articles de référence ou si vous connaissez des sites web de qualité traitant du thème abordé ici, merci de compléter l'article en donnant les références utiles à sa vérifiabilité et en les liant à la section « Notes et références ».
Alexandre de Bavière dit le Boiteux (allemand: Alexander der Hinkende) (1462-1514), Il fut duc palatin des Deux-Ponts et comte palatin de Veldenz de 1489 à 1514.

## Biographie
Il est le fils de Louis Ier de Bavière et de Jeanne de Porcéan.
Alexandre de Bavière épousa en 1499 Marguerite de Hohenlohe (1480-1522), sœur du comte Georges de Hohenlohe, fille de Kraft VI de Hohenlohe et d'Hélène de Wurtemberg.
Six enfants sont issus de cette union :
- Jeanne de Bavière (1499-1537), elle entra dans les ordres
- Louis II de Bavière (1502-1532), duc palatin des Deux-Ponts
- Georges de Bavière (1503-1537)
- Marguerite de Bavière (1505-1522), elle entra dans ordres
- Robert Il est le fondateur de la branche des comtes de Palatinat-Deux Ponts-Veldenz éteinte en 1694.
- Catherine de Bavière (1501-1542), en 1541 elle épousa Othon IV von Ruitberg

Alexandre de Bavière figure parmi les ascendants des rois de Bavière et d'Élisabeth de Wittelsbach. 